# Prosa

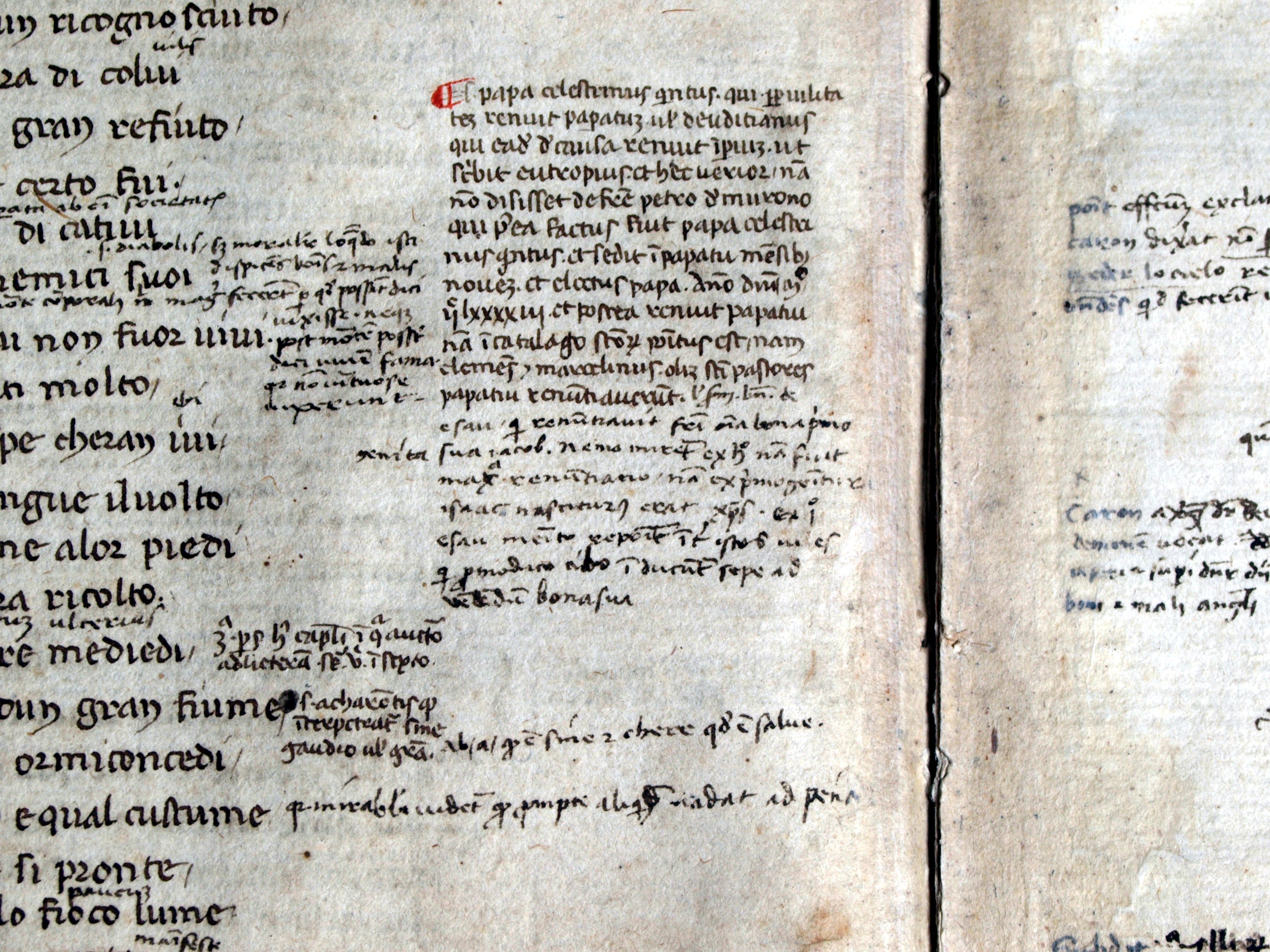
Imagen de la Prosa

Prosa es la forma que toma naturalmente el lenguaje (tanto el oral como el escrito) para expresar los conceptos, y no está sujeta, como el verso, a medida y cadencia. Se identifica con lo contrapuesto al ideal y la perfección. Coloquialmente, «prosa» es equivalente a «palabrería».
La prosa es una forma de la lengua escrita, definida por oposición al verso, con figuras que se agrupan en el llamado paralelismo. Se ha definido la prosa por oposición al verso, porque aquella no tiene ni ritmo métrico, ni repetición (formas fijas) ni periodicidad (rima).
[cita requerida] Ritmo, repetición y periodicidad son justamente los elementos caracterizadores de la oralidad.

## Origen
En la literatura griega antigua, cualquier literatura se llamaba poesía. Sin embargo, el concepto mismo de arte en la cultura griega estaba indisolublemente ligado al ritmo y, por tanto, la mayoría de las obras literarias tenían una forma poética . Más tarde, el discurso organizado rítmicamente comenzó a llamarse verso, en oposición al discurso que no está asociado con el ritmo. Los antiguos romanos, los sucesores de la cultura griega, comenzaron a llamarlo prosa. En Quintiliano encontró la expresión ōrātiō prōsa, en Séneca - solo prōsa para referirse a la libertad de expresión, repeticiones no rítmicas.
En latín prōsa (ōrātiō) se forma a partir del adjetivo prōsus "directo", "libre"; prōrsus el mismo, en latín antiguo prōvorsos "se volvió hacia adelante", "recto", participio del latín antiguo. El verbo prōvortere "volverse hacia adelante" ( lat.  prōvertere ). El término a veces se contrastaba con el nombre del versículo, en latín  versus ( prōrsā et vorsā "en prosa y poesía" por Apuleyo) [3] .
A pesar de la aparente obviedad, no existe una distinción clara entre los conceptos de "prosa" y "poesía". [4] Hay obras que no tienen ritmo, sin embargo, divididas en líneas y relacionadas con la poesía, y viceversa, escritas en rima y con ritmo, pero relacionadas con la prosa (ver Prosa rítmica).

## Historia
Los primeros autores de obras en prosa son indicados por Ferécides de Siros y los Miletianos. Antiguamente se llamaba también Cadmo de Mileto.
En la Antigua Grecia, junto a la poesía existía la prosa de ficción: mito, Leyenda, Fábula, comedias. Estos géneros no se consideraban poéticos, porque para los antiguos griegos el mito era un fenómeno no artístico, sino religioso, la leyenda -histórica-, el cuento de hadas -doméstico-, la comedia se consideraba demasiado realista. La prosa de no ficción incluía obras oratorias, políticas y, más tarde, científicas. Así, en el mundo antiguo, Antigua Roma y luego en la Europa Medieval, la prosa estaba en un segundo plano, constituyendo la literatura de lo cotidiano o publicitaria, en contraposición a la poesía altamente artística.
En la segunda mitad de la Edad Media la situación empezó a cambiar gradualmente. Junto con la decadencia primero del sistema antiguo y luego de la sociedad feudal, el poema, la tragedia y la oda fueron decayendo. Debido al desarrollo de la Burguesía, su crecimiento cultural e ideológico, los géneros de prosa crecen y se desarrollan cada vez más sobre la base de la cultura de las grandes ciudades. Surgen la novela y la novela, seguidas de la formación de la novela. Los antiguos géneros poéticos que desempeñaban un papel importante en la literatura del feudalismo y de la sociedad de la esclavitud pierden paulatinamente su importancia principal, de primer orden, aunque no desaparecen en absoluto de la literatura. Sin embargo, los nuevos géneros, que desempeñan un papel importante primero en los estilos burgueses y luego en toda la literatura de la capitalista, gravitan claramente hacia la prosa. La prosa artística comienza a desafiar el lugar de liderazgo de la poesía, se convierte en su vecina y, más tarde, en el apogeo del capitalismo, incluso la suplanta. Hacia el siglo XIX los prosistas, novelistas y novelistas, se convierten en las figuras más destacadas de la ficción, dando a la sociedad esas grandes generalizaciones típicas, que en la época del triunfo de la poesía dieron los creadores de poemas y tragedias.

## Etimología creativa
El término se originó en la expresión latina prosa oratio "discurso directo" (sin los ornamentos del verso), donde prosa es el femenino de prosus, antes prorsus "directo", del antiguo latín provorsus "(moverse) adelante",  de pro- "adelante" + vorsus "vuelto", participio pasado de vertere "volverse".

## Géneros literarios en prosa
Aunque el concepto de género define el contenido de una obra más que su forma, la mayoría de los géneros gravitan hacia la escritura poética (poemas, obras de teatro) o la prosa. Sin embargo, esta división no debe tomarse al pie de la letra, ya que hay muchos ejemplos en los que obras de diversos géneros se han escrito con formas poco habituales para ellos. Algunos ejemplos son las novelas y los relatos cortos de los poetas rusos escritos en forma de verso: "El Conde Nulin", "Una casa en Kolomna", "Eugene Onegin", obras de Pushkin, "El tesorero" y "Sashka" de Lermontov. Además, hay géneros que se escriben con la misma frecuencia en prosa y en verso (cuento de hadas).
Los géneros literarios tradicionalmente clasificados como prosa son la biografía, el manifiesto, el ensayo, la novela, la parábola, el cuento, la epopeya, etc.

### Biografía
Una biografía es un ensayo que narra la vida y las actividades de una persona. Descripción de la vida de una persona; género de prosa histórica, artística y científica. La biografía moderna (por ejemplo, la serie Vidas de personas maravillosas) revela la condicionalidad histórica, nacional y social, el tipo psicológico de la personalidad, sus relaciones de causa y efecto con el mundo sociocultural.

### Manifiesto
Un manifiesto es una declaración programática en forma de prosa relacionada con los principios estéticos de un determinado movimiento literario, movimiento, escuela, grupo. El término se extendió en el siglo XIX, es bastante amplio en su significado, por lo que es condicional y aplicable a toda una gama de fenómenos literarios - desde declaraciones detalladas hasta serios como tratados, artículos y prefacios. En algunos casos, los discursos estéticos de los escritores y críticos literarios tienen el carácter de manifiestos literarios, con un impacto directo en el proceso histórico y literario, aunque algunas declaraciones en forma de manifiesto resultan ser efímeras y de escaso impacto. A veces, los manifiestos literarios y el contenido real de la escuela literaria no coinciden. En general, los manifiestos representan uno u otro resultado de una vida social viva, reflejando tanto las búsquedas estéticas como el proceso de formación de la nueva literatura.

### Ensayo
Un ensayo  es una especie de pequeña forma de literatura épica, que se diferencia de su otra forma, el relato, en la ausencia de un conflicto único que se resuelve rápidamente y en el gran desarrollo de una imagen descriptiva. Ambas diferencias dependen de las peculiaridades de la problemática del ensayo. No toca tanto los problemas de la formación del carácter de una personalidad en sus conflictos con el entorno social establecido, sino más bien los problemas del estado civil y moral del "entorno". El ensayo puede referirse tanto a la literatura como al periodismo.

### Historia
La historia  es una obra de prosa épica, cercana a la novela, que tiende a una presentación coherente de la trama, limitada por un mínimo de tramas argumentales. Representa un episodio separado de la vida; se diferencia de la novela en la menor completitud y amplitud de las imágenes de la vida cotidiana, las costumbres. No tiene un volumen estable y ocupa un lugar intermedio entre una novela, por un lado, y un cuento, por otro. Gravita hacia una trama crónica que reproduce el curso natural de la vida. En la antigua Rusia, "historia" significaba cualquier historia prosaica, en contraposición a una poética. El antiguo significado del término - "noticia de algún evento" - indica que este género ha absorbido historias orales, eventos que el narrador vio o escuchó personalmente. Una fuente importante de "cuentos" rusos antiguos son las crónicas ("Crónica de Néstor "y otros). En la literatura rusa antigua, se llamaba "historia" a cualquier historia sobre eventos reales ("La historia de la invasión de Batu a Ryazan", "La historia de la batalla de Kalka", " La historia de Peter y Fevronia " , etc.) , cuya fiabilidad y significación real (valor dominante) no suscitó dudas entre sus contemporáneos. La trama de un relato clásico, cuyas leyes se plasmaron en la literatura realista de la segunda mitad del siglo XIX, suele centrarse en la imagen del protagonista, cuya personalidad y destino se revelan en los pocos hechos en los que se encuentra directamente involucrado. Las subtramas en la historia, a diferencia de la novela, por regla general, están ausentes, el cronotopo narrativo concentrado en un estrecho lapso de tiempo y espacio. El número de personajes de la historia, en general, es menor que en la novela, y la clara distinción entre los personajes principales y secundarios de la historia, que es característica de la novela, suele estar ausente o esta distinción es insignificante para el desarrollo de la acción. La trama de una historia realista se asocia a menudo con el "pesar del día", con lo que el narrador observa en la realidad social y lo que percibe como una realidad actual. A veces, el propio autor caracterizó la misma obra en diferentes categorías de género.

### Parábola
Una parábola  es una historia corta en verso o prosa en una forma alegórica y edificante. La realidad de la parábola se revela fuera de los signos cronológicos y territoriales, sin especificar los nombres históricos específicos de los personajes. La parábola incluye necesariamente una explicación de la alegoría para que el lector pueda comprender el significado de la alegoría. A pesar de la similitud con una fábula, la parábola afirma ser una generalización humana general, a veces sin prestar atención a cuestiones particulares. Una parábola es también un género épico: una pequeña obra narrativa de carácter edificante, que contiene una enseñanza religiosa o moral en forma alegórica (alegórica). La principal fuente de estructuras de parábolas en la literatura europea es el Nuevo Testamento. En el Antiguo testamento todavía no existe esa clara educación de género, que se suele llamar parábola.

## Liturgia de la misa
En la liturgia de la misa, tras la aleluya o el tracto se "cantaba" una secuencia denominada "prosa".
- Prosa pro mortuis (Dies irae), Giovanni Legrenzi[14]

## Prosa bíblica
Consciente de que el epígrafe mismo de "poesía" es un implante foráneo (grecorromano, concretamente) en suelo sagrado, [James Kugel] sostiene que debemos pensar más bien en una continuidad estilística entre las estructuras más estrictamente paralelas, perceptibles en lo que llamamos "verso", y los paralelismos algo menos rigurosos de lo que convencionalmente denominamos "prosa bíblica".  Esto me parece un extraño oscurecimiento de una distinción válida, porque en la mayoría de las literaturas existen elementos de continuidad entre poesía y prosa... Los autores bíblicos... eran claramente conscientes de la distinción entre ambos tipos de escrito, pues a menudo utilizaron introducciones formales que marcaban la transición de la prosa a la poesía, como cuando la profecía poética de Balaam es introducida con las palabras "y él entonó su trova [masal] y dijo...". Adele Berlin, en un útil estudio lingüístico del paralelismo bíblico, refuta con agudeza el argumento de Kugel contra la existencia de una poesía bíblica: "La poesía utiliza el paralelismo como su recurso constitutivo o constructivo, mientras que la no poesía, aunque contiene paralelismos, no estructura su mensaje sobre un uso sistemático del paralelismo".
Robert Alter

## Literatura griega
El origen de la prosa proviene de la Jonia en el siglo VI a. C., primero por una prosa narradora para describir lugares, costumbres o relatos, en una lengua más racionalista, diferente de la lírica. Sin embargo, su mayor desarrollo se efectuaría en Atenas durante los siglos V a. C. y IV a. C.
Por primera vez se dispuso de un instrumento lingüístico capaz de servir al pensamiento abstracto: el "estilo imperiódico" de los logógrafos (literalmente, "los que escriben en prosa").
Los principales autores de la historiografía griega en prosa son:
- Heródoto, con su prosa narrativa inspirada en la Ilíada;
- Tucídides, con su prosa científica, narrando y argumentando hechos contemporáneos e intentando la imparcialidad;
- Jenofonte, con su obra Helénicas, continuando la obra del anterior, aunque escribe de forma parcial a favor de los espartanos.

## Literatura latina y cultura occidental
En la cultura romana la prosa no se ligó a los géneros narrativos sino a la oratoria. Marco Tulio Cicerón en Oratore distingue tres niveles de estilo: bajo, medio y elevado, y profundiza los caracteres musicales de la prosa estableciendo reglas relativas a la disposición de las partes de la frase, el ritmo y sobre todo las cláusulas del periodo, disponiendo la parte final según métricas análogas a las de la poesía. A través de Quintiliano este modelo llega a la Edad Media influyendo en el ars dictandi de escuelas (escuelas monásticas, escuelas episcopales, escuelas palatinas, Studia Generalia) y cancillerías. En el siglo XIII Juan de Garlandia describe y clasifica algunos tipos de estilo prosaico, y en este periodo se elabora una prosa latina científica y filosófica, por encima del gusto del ornatus, hace prevalecer el rigor de los esquemas lógico-demostrativos (escolástica).
El Renacimiento propone una gama más amplia de géneros en prosa: la poética del clasicismo presenta modelos a imitar en los diversos géneros literarios. La inversión de tendencia en el Barroco trae artificios espectaculares. En la Ilustración la prosa se convierte en un instrumento importante para la divulgación y la polémica narrativa, filosófica, satírica, etc. En el siglo XIX la distinción entre prosa y poesía se profundiza, creando la distinción entre prosa de función teórico-narrativa y poesía de función lírica; a esta distinción se refiere la comprensión del dominio de la prosa en el naturalismo.

### Literatura italiana
Conforme el Imperio romano de Occidente desaparecía, el latín tradicional se mantuvo vivo gracias a escritores como Casiodoro, Boecio y Símaco. Las artes liberales florecieron en Rávena bajo Teodorico el Grande, donde los reyes godos se rodearían con maestros de retórica y gramáticos. Algunas escuelas se asentaron en Italia, así como notables autores como Enodio de Pavía (un poeta pagano), Arator, Venancio Fortunato, Felix el Gramático, Pedro de Pisa o Paulino de Aquilea.
Mientras los italianos que estaban interesados en teología gravitaban hacia Francia, aquellos que permanecieron estaban atraídos normalmente por el estudio del Derecho Romano. Esto promovió la posterior creación de universidades medievales como las de Bolonia, Padua, Vicenza, Nápoles, Salerno, Módena y Parma, las cuales a su vez colaboraron en la expansión de la cultura y prepararon el camino poEditado por N. Brodsky, A. Lavretsky, E. Lunin, V. Lvov-Rogachevsky, M. Rozanov, V. Ceshikhin-Vetrinskyr el cual se iba a desarrollar la nueva literatura vernácula. La tradición clásica no llegó a desaparecer, y el cariño del recuerdo de Roma, la preocupación por la política y la preferencia de la práctica sobre la teoría se combinaron para influir en el desarrollo de la literatura italiana.

### Literatura española
La literatura española se engloba dentro de la literatura en español, en la que se incluyen las literaturas en castellano y español de todos los países hispanohablantes. Por otro lado, también está englobada en la literatura de España, junto con las demás literaturas de las lenguas habladas en el país.
"Los primeros textos plenamente escritos en lengua vulgar autóctona datan de finales del siglo XI, en Cataluña, de finales del siglo XII, en Castilla y Navarra, y de la primera mitad del siglo XIII, en León, Galicia y Portugal, y, por lo general, se trata de documentos no emanados de la cancillería regia. ... Si el primer testimonio del empleo del vernáculo en la cancillería navarra es de 1169 o 1171 -excluyendo los Fueros de Estella y de Laguardia, el de la cancillería castellana es de 1194." La cancillería de Fernando III el Santo estableció la práctica de redactar los documentos en lengua vulgar (el castellano del XIII).
Solo a partir del siglo XIII y en un sentido exclusivamente geográfico es posible hablar de literatura española escrita. Hasta este período, se supone la coexistencia de una poesía de transmisión oral en lengua romance, tanto lírica como épica, junto a unos usos escriturales cultos cuya lengua de expresión y transmisión era el latín.

#### Uso en Berceo
El primer autor castellano de nombre conocido utiliza el término "prosa" para denominar sus propios versos:

De un confessor sancto quiero fer una prosa.

Quiero fer una prosa en romanz paladino,

en qual suele el pueblo fablar con so veçino
Gonzalo de Berceo, Vida de Santo Domingo de Silos

"Antes del siglo VIII el término prosa se usaba ya para distinguir la poesía rítmica de la poesía clásica cuantitativa."
"Las prosas no se dirigen a los ricos de los palacios, sino a los pobres de las casuchas, más bien."

### Literatura francesa
La lengua francesa es el resultado de la fusión entre diversas lenguas de oïl, cuya forma predominante fue progresivamente impuesta desde la sede del poder institucional, la Isla de Francia, que le dio su nombre. Tiene una amalgama de orígenes entre los que se destacan el romano, el germánico, el celta y varias lenguas regionales. El idioma francés por sí mismo, se puede considerar como una forma moderna del latín vulgar.
La literatura francesa nace en el siglo IX, con los primeros escritos en lengua romance. Su importante producción a lo largo de los siglos ha dado lugar a la creación de nuevos movimientos literarios y artísticos, cuya poderosa influencia sobre otras literaturas le hace ocupar una preeminente posición en la literatura universal.

#### Uso paródico en Molière
Molière pone en boca a sus personajes una definición simplificada de "prosa" y "verso", con un cómico resultado:

... ¿Y son versos los que queréis escribirle?

JOURDAIN. -No, no; nada de versos.
FILÓSOFO. -¿Preferís la prosa?
JOURDAIN. -No. No quiero ni verso ni prosa.
FILÓSOFO. -¡Pues una cosa u otra ha de ser!
JOURDAIN. -¿Por qué?
FILÓSOFO. -Por la sencilla razón, señor mío, de que no hay más que dos maneras de expresarse: en prosa o en verso.
JOURDAIN. -¿Conque no hay más que prosa o verso?
FILÓSOFO. -Nada más. Y todo lo que no está en prosa está en verso; y todo lo que no está en verso, está en prosa.
JOURDAIN. -Y cuando uno habla, ¿en qué habla?
FILÓSOFO. -En prosa.
JOURDAIN. -¡Cómo! Cuando yo le digo a Nicolasa: "Tráeme las zapatillas" o "dame el gorro de dormir", ¿hablo en prosa?
FILÓSOFO. -Sí, señor.
JOURDAIN. -¡Por vida de Dios! ¡Más de cuarenta años que hablo en prosa sin saberlo! No sé cómo pagaros esta lección...
(...)
JOURDAIN. -Absolutamente... Habláis las dos como dos bestias cuya ignorancia produce sonrojo. ¿Queréis que os lo demuestre? A ver: ¿sabe alguna de vosotras qué es lo que está diciendo ahora mismo?
MADAME JOURDAIN. -¡Claro! Y sé que lo que digo está muy bien dicho, y que vos debierais conduciros de otro modo.
JOURDAIN. -¡No me refiero a eso!... Os pregunto qué son las palabras que estáis pronunciando.
MADAME JOURDAIN. -Palabras mucho más sensatas que vuestra conducta.
JOURDAIN. -Repito que no hablo de eso. Yo pregunto: esto que hablo con vosotras, lo que estoy diciendo ahora mismo, ¿qué es?
MADAME JOURDAIN. -Un cuento tártaro.
JOURDAIN. -No, no es un cuento. Lo que ambos decimos, lo que platicamos en este instante.
MADAME JOURDAIN. -¿Qué? Acaba...
JOURDAIN. -¿Cómo se llama?
MADAME JOURDAIN. -Se llama... ¡como cada uno lo quiera llamar!
JOURDAIN. -¡Se llama prosa, ignorante!
MADAME JOURDAIN. -¿Prosa?

JOURDAIN. - Sí, prosa. Todo lo que es prosa no es verso, y todo lo que no es verso, es prosa. ¡Ea, aquí tienes lo que es estudiar! ...
Molière, El burgués gentilhombre, Acto II, escena IV; y Acto III escena III.

### Literatura inglesa
La literatura inglesa es toda aquella escrita en lengua inglesa, independientemente de la procedencia de sus autores. Bajo esta denominación se reúnen obras escritas en inglés antiguo, inglés medieval, inglés moderno e inglés contemporáneo, así como aquellas escritas en las variedades dialectales que el idioma actual tiene alrededor del mundo.

### Literatura alemana
La literatura alemana o (en alemán) comprende la literatura de textos originarios de los pueblos germanohablantes de Europa central. Su desarrollo habiendo ya trascendido las tan volubles fronteras políticas, incluye no solamente los escritos de la actual Alemania reunificada sino también los de Austria y Suiza.
En la literatura alemana se incluyen además trabajos no poéticos o sin exigencia literaria particular: esto es, trabajos de historiografía, de historia de la literatura, de ciencias sociales, de filosofía, etc. También diarios o epístolas.

Ya y aún.- A: La prosa alemana es muy joven aún: Goethe piensa que nace con Wieland. B: ¡Tan joven, y ya tan odiosa! C: Pero, hasta donde yo sé, ya el obispo Ulfilas escribió prosa alemana; así que tiene unos quince siglos. B: ¡Tan vieja, y aún tan odiosa!

Alemán de origen.- La prosa alemana que no toma de hecho su forma de algún modelo y ha de tenerse, seguramente, por producto original del gusto alemán podría ofrecer a los celosos apóstoles de una futura cultura original alemana un indicador de cómo lucirían, sin imitación de modelo alguno, un traje realmente alemán, una camaradería alemana, un mobiliario alemán, un almuerzo alemán... Uno que había meditado largo tiempo tales perspectivas exclamó al fin horrorizado: "¡Pero por todos los cielos, vale, igual ya tenemos esa cultura original: sólo que no es plato de gusto hablar de ella!"
Friedrich Nietzsche

### Literatura rusa
Con el término literatura rusa se alude no solo a la literatura de Rusia, sino también a la literatura escrita en ruso por miembros de otras naciones que se independizaron de la extinta Unión de Repúblicas Socialistas Soviéticas (URSS) o por emigrados que fueron acogidos en ella. Con la disolución de la URSS varias culturas y países han reclamado a varios escritores exsoviéticos que, sin embargo, escribían en ruso. La literatura rusa se caracteriza por su marcada profundidad con figuras claves para la literatura universal como Dostoievski o Tolstói, y empezó, como todas, en forma de tradición oral sin cultivo escrito hasta la cristianización de la Rus de Kiev en 989 y, con esta, de un alfabeto adecuado para acogerla.
Los creadores de dicho alfabeto fueron los misioneros bizantinos Cirilo y Metodio; ellos tomaron distintas grafías de los alfabetos latino, griego y hebreo, e ingeniaron otras. Al principio el lenguaje escrito ruso usó dos sistemas gráficos —los alfabetos cirílico y glagolítico—; el glagolítico, supuestamente inventado también por Cirilo y Metodio, fue abandonado, y la literatura rusa tal como la conocemos actualmente se escribe y lee en alfabeto cirílico, en su modalidad denominada alfabeto ruso.

Si la primera mitad del siglo XIX fue la edad de oro de la poesía rusa, la segunda mitad del siglo fue la edad de oro de la prosa rusa.

## Literatura china
La literatura china tiene una historia que se remonta desde los más antiguos archivos oficiales dinásticos conservados hasta las obras de ficción surgidas durante la dinastía Ming para el entretenimiento de las masas letradas de China. Se calcula que hasta el siglo XVII se habían producido en China más textos escritos que en el resto del mundo.
La literatura china ha influido de forma extraordinaria en la literatura de países cercanos, especialmente Japón y Corea. Algunas obras de la literatura china son muy populares y se reeditan constantemente en todo el mundo, como por ejemplo el Dào Dé Jing.
Durante siglos la literatura china ha sido no solo una reflexión sobre la sociedad y la vida, sino que también ha tenido un fuerte contenido político. Muchos literatos eran altos funcionarios o filósofos que estudiaban y proponían nuevas formas de gobierno para China.